# Церковь иконы Божией Матери «Всех скорбящих Радость» (Тихая Журавка)
Церковь иконы Божией Матери «Всех скорбящих Радость» ― православный храм в селе Тихая Журавка, Чертковский район, Ростовская область. Относится к Чертково-Калитвенское благочинию Шахтинской и Миллеровской епархии Московского патриархата. Построена в 1871 году.

## История
Церковь была возведена в 1871 году на средства отставного майора и помещика Фёдора Фёдоровича Барабанщикова (1818―1894 или 1811―1887), чьим поместьем и было село Тихая Журавка. Сам он также был захоронен в юго-восточной стороне церкви, надгробие сохранилось до наших дней.
Здание храма, а также колокольни были построены из красного кирпича. Церковь также раньше была окружена кирпичной оградой. В 1904 году в ограде были построены три кирпичные арки с золочеными куполами и крестами, поставлены железные ворота с калитками.
За церковью не был закреплён никакой земельный участок, хотя изначально Барабанщиков обещал его выделить 100 десятин и ещё 200 рублей в год на содержание, хотя по состоянию на 1891 год этот вопрос не был урегулирован. Церковь была бедной: в 1896 году доход от прихожан составлял всего 480 рублей в год.
При храме не было церковно-приходской школы, хотя в 1787 году была построена земская школа.
В годы советской власти храм, как и многие другие церкви, был закрыт и его здание использовалось в качестве склада.